# الانتقال الرئاسي الثاني لدونالد ترامب
الانتقال الرئاسي الثاني لدونالد ترمب هو عملية تهدف إلى التحضير لنقل السلطة الرئاسية من جو بايدن إلى دونالد ترمب، الفائز في الانتخابات الرئاسية لعام 2024. وبهذا يصبح ترمب الرئيس الثاني في تاريخ الولايات المتحدة الذي يخدم فترتين غير متتاليتين، بعد غروفر كليفلاند، الذي تولى الرئاسة في انتخابات عامي 1884 و1892.

## التطورات
في 12 مارس 2024، أصبح دونالد ترمب المرشح المفترض للحزب الجمهوري، وقبل رسميًا الترشيح خلال المؤتمر الوطني للحزب في يوليو من نفس العام. في 16 أغسطس، أعلنت حملة ترمب عن تشكيل فريق الانتقال الرئاسي، حيث عُيّنت ليندا مكماهون، التي شغلت سابقًا منصب رئيسة إدارة الأعمال الصغيرة في عهد ترمب، وهوارد لوتنيك، الملياردير والرئيس التنفيذي لشركة كانتور فيتزجيرالد ومجموعة BGC، كرئيسين مشتركين للفريق. كما عُيّن المرشح لمنصب نائب الرئيس، جي دي فانس، إلى جانب نجلي ترمب، دونالد ترمب الابن وإريك ترمب، كرؤساء شرفيين مشاركين. يُلاحظ أن بدء هذه الجهود في هذا التوقيت يُعتبر متأخرًا على غير العادة، إذ إن معظم جهود الانتقال تبدأ تاريخيًا في أواخر الربيع.
في 27 أغسطس، عُيّن المحامي روبرت إف. كينيدي الابن وعضو الكونغرس السابقة تولسي غابارد كرؤساء شرفيين مشتركين لفريق الانتقال الرئاسي. كلاهما كانا ديمقراطيين سابقين وأعلنا مؤخرًا دعمهما لدونالد ترمب. بدأ كينيدي حملته الرئاسية كمرشح مستقل، لكنه انسحب لاحقًا وأعلن تأييده لترمب.
في أكتوبر، أفادت صحيفة «نيويورك تايمز» بأن دونالد ترمب رفض التوقيع على الاتفاقيات القياسية المتعلقة بالأخلاقيات والإفصاح، مما أعاق بدء الجوانب الرئيسية من عملية الانتقال الرئاسي. التعهدات الأخلاقية التي وقعها موظفو فريق ترمب حتى الآن كانت أقل صرامة مقارنةً بتلك التي وقعها فريق الانتقال الخاص بكامالا هاريس. بالإضافة إلى ذلك، لم يكن فريق ترمب ملزمًا بالكشف عن الجهات المانحة لجهود الانتقال إلا في وقت لاحق.
في أكتوبر، أفادت صحيفة «بوليتيكو» بوجود توترات داخل فريق الانتقال الرئاسي لدونالد ترمب، حيث أُثيرت مخاوف بشأن تضارب المصالح المحتمل المتعلق بالرئيس المشارك هوارد لوتنيك، أدت هذه المخاوف إلى انتقادات لجهود الانتقال.

### بداية عملية الانتقال
في الساعات الأولى من صباح 6 نوفمبر، أظهرت النتائج فوز دونالد ترمب في الانتخابات الرئاسية لعام 2024. خلال خطاب التنازل، أكدت نائبة الرئيس كامالا هاريس التزامها بضمان انتقال سلمي للسلطة. في 7 نوفمبر، ظهر الرئيس جو بايدن في فعالية صحفية بحديقة الورود، حيث تحدث عن «الخطوات التي يتخذها» لتنسيق عملية الانتقال في البيت الأبيض.

## المعينون

### المحتملون
في أغسطس 2024، خلال مقابلة مع وكالة رويترز، أعرب دونالد ترمب عن اهتمامه بتعيين رجل الأعمال إيلون ماسك في منصب داخل إدارته، واصفًا إياه بـ«العبقري». ماسك، الرئيس التنفيذي لشركتي سبيس إكس وتسلا، ورئيس مجلس إدارة منصة X، عبّر عن آراء تتماشى مع ترمب، وقدم دعمًا ماليًا لحملته عبر لجنة دعم سياسي تُدعى «أمريكا PAC». كما أبدى ماسك اهتمامه بالمشاركة في «لجنة لتحسين كفاءة الحكومة» إذا تم انتخاب ترمب لفترة أخرى. ومع ذلك، تراجع ترمب بعد أيام عن فكرة انضمام ماسك إلى مجلس وزرائه، معتقدًا أن انشغالاته بأعماله قد تعيق خدمته بفعالية.
خلال عملية اختيار ترمب لشريك انتخابي قبل المؤتمر، أفادت التقارير بأن حاكم ولاية داكوتا الشمالية، دوغ بورغوم، والسيناتور الأمريكي ماركو روبيو، كانا ضمن المرشحين النهائيين. وعندما وقع اختيار ترمب على جي دي فانس لمنصب نائب الرئيس، أجرى مكالمة هاتفية مع بورغوم، بدا فيها وكأنه يعرض عليه منصبًا في مجلس الوزراء. منذ ذلك الحين، برز بورغوم وروبيو كأبرز المرشحين لمنصب وزير الخارجية في إدارة ترمب. كما ورد أن السيناتور الأمريكي بيل هاغرتي، الذي سبق أن شغل منصب سفير ترمب في اليابان، قيد النظر لهذا المنصب أيضًا. في خطوة تعزز فرصه للمنصب الوزاري، أعلن بورغوم عن زيارة دبلوماسية إلى إسرائيل في سبتمبر. كذلك، كشف فيفيك راماسوامي، المرشح السابق للانتخابات الرئاسية لعام 2024، عن محادثات أجراها مع ترمب بشأن منصب محتمل في مجلس الوزراء.

### المعينون
في 7 نوفمبر 2024، عُينت سوزي وايلز رئيسة لأركان البيت الأبيض، على أن تبدأ مهامها رسميًا بعد تنصيب دونالد ترمب في 20 يناير 2025. بهذا التعيين، ستصبح وايلز أول امرأة تتولى هذا المنصب. سبق أن أدارت وايلز حملات ترمب الرئاسية في أعوام 2016 و2020 و2024، مما يعكس ثقة ترمب الكبيرة في قدراتها القيادية.